# エカジュク語
エカジュク語（エカジュクご、英: Ekajuk language、別称: Akajo、Akajuk）は、エコイド諸語（ニジェール・コンゴ語族）に属する言語である。話者はナイジェリアのクロスリバー州およびその周辺に分布する。話者数は1986年の調査で30,000人である。